# Police nad Metují
Police nad Metují (in tedesco Politz an der Mettau) è una città della Repubblica Ceca facente parte del distretto di Náchod, nella regione di Hradec Králové.